# Русская Лоза
Русская Лоза — село в Игринском районе Республики Удмуртии Российской Федерации.

## География
Деревня находится в центральной части республики, в зоне хвойно-широколиственных лесов, в пределах Верхнекамской возвышенности, на реке Лоза, на расстоянии примерно 20 километров (по прямой) к югу от посёлка Игра, административного центра района.  

### Климат
Климат характеризуется как умеренно континентальный, с продолжительной холодной многоснежной зимой и относительно коротким тёплым летом. Среднегодовая многолетняя температура воздуха составляет 2,7 °С. Средняя температура воздуха самого тёплого месяца (июля) — 18,7 °C (абсолютный максимум — 36,6 °C); самого холодного (января) — −13,5 °C (абсолютный минимум — −47,5 °C). Среднегодовое количество атмосферных осадков составляет около 500 мм, из которых большая часть выпадает в тёплый период.

## История
Село входило в Чутырскую волость Сарапульского уезда. В 1922 году в составе волости образован Русско-Лозинский сельский Совет. С 1927 по 1937 годы сельский Совет был передан в Як-Бодьинский район, а затем передан в Игринский район.
С 2004 года по 2021 год входила в в состав муниципального образования Лозинское сельское поселение.

С 18 апреля 2021 года входит в муниципальный округ Игринский район.

## Население
| 2010 | 2012 |
| ---- | ---- |
| 124  | ↗137 |

- 2010 год — 124
- 2011 год — 180

## Инфраструктура
Личное подсобное хозяйство с зоной сельскохозяйственного использования, индивидуальная застройка усадебного типа.
Основа экономики — сельское хозяйство.
В селе Русская Лоза функционировала Иоанна-Предтеческая церковь, которую закрыли в 1941 году. В здании церкви был организован колхозный склад, но в 1964 году во время грозы сооружение сгорело.

## Транспорт
Село доступно  автотранспортом по автодороге 94Н-211. В пешей доступности платформа Лоза, где останавливаются электрички на Ижевск.